# Ted Brown
Theodore George Brown (Rochester, 1 december 1927) is een Amerikaanse jazzsaxofonist.

## Biografie
Brown leerde eerst banjo, viool, klarinet en tenorsaxofoon spelen. In 1942 verhuisde zijn familie naar Zuid-Californië, waar zijn vader als piloot werkte bij de United States Navy. Na de middelbare school midden jaren 1940, voegde hij zich bij het leger en werd hij gestationeerd in Virginia, van waaruit hij vaak de jazzclubs van de 52nd Street bezocht. In 1947/1948 woonde Brown in Hollywood. Van 1948 tot 1955 leerde en werkte Brown bij Lennie Tristano in New York en samen met Lee Konitz. Begin 1956 was zijn eerste deelname aan de plaatopname (samen met andere Tristano-leerlingen) All About Ronnie van Ronnie Ball bij Savoy Records. Hij speelde in 1956/1957 met Warne Marsh en Art Pepper in Hollywood, daarna weer als zelfstandig muzikant in New York. Eind jaren 1980 probeerde hij een comeback met de plaat Free Spirit (Criss Cross Jazz), die echter tegenviel. Eind jaren 1990 werkte hij nogmaals samen met Lee Konitz.

## Discografie
- 1956: Ted Brown Sextet: Free Wheeling (Vanguard Records)
- 2012: Kirk Knuffke en Ted Brown: Pound Cake (SteepleChase Records)

Als begeleidingsmuzikant
- 1959: Lee Konitz: Lee Konitz Meets Jimmy Giuffre (Verve Records, 1959)
- 1999: Lee Konitz: Sound Of Surprise (RCA Victor, 1999) met John Abercrombie
- 2001: Warne Marsh: An Unsung Cat – The Life and Music of Warne Marsh, 1945–87 (Storyville Records); uitgebracht als aanvulling bij het gelijknamige boek van Safford Chamberlain, Scarecrow Press 2000